# Svámí Sundaranand

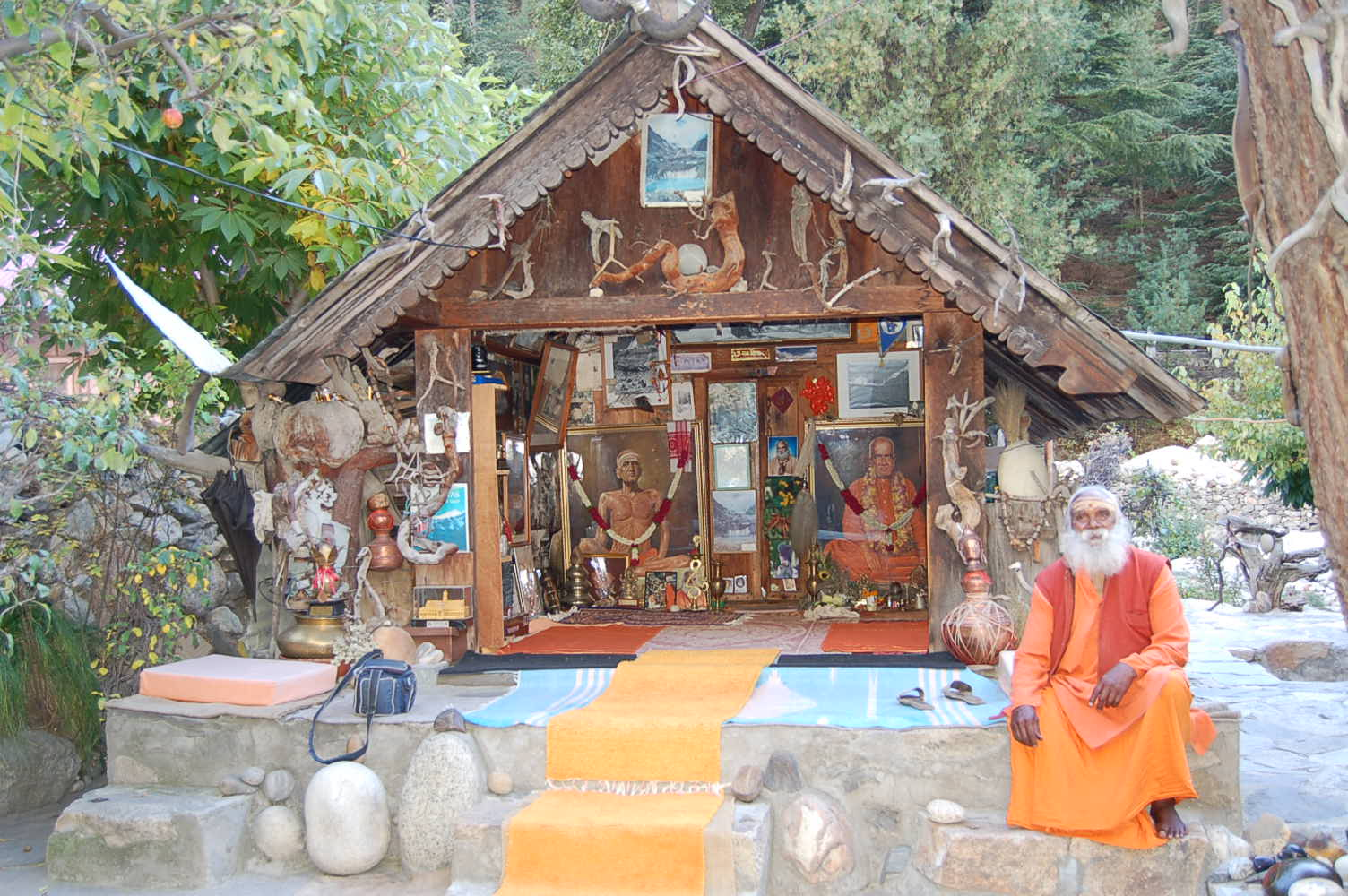
Svámí Sundaranand u své chatky v Gangotri, 2005

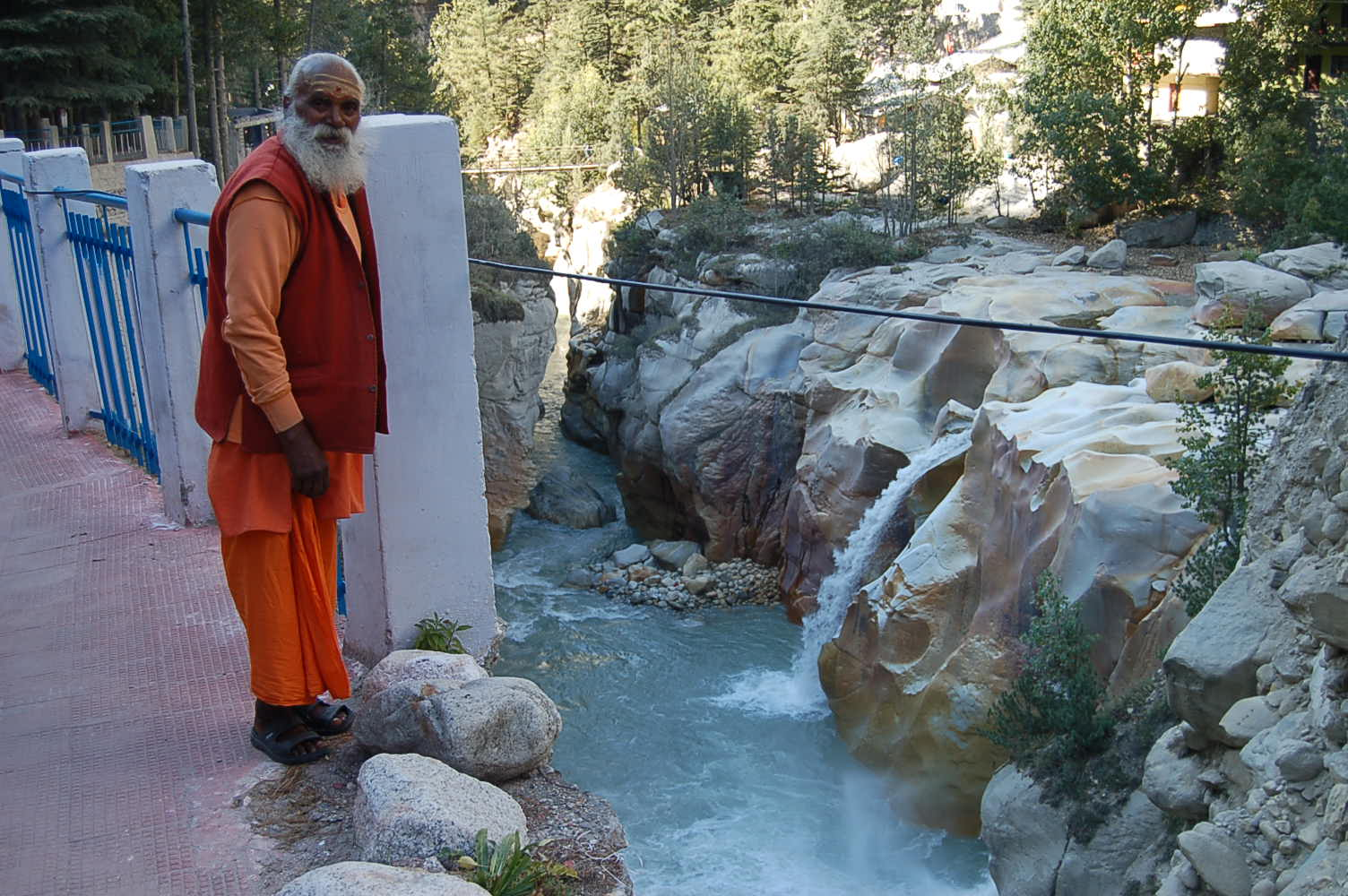
Svámí Sundaranand v Gangotri, 2005

Svámí Sundaranand (duben 1926 – 24. prosince 2020) byl indický jogín, fotograf, spisovatel a horolezec,; který v Indii hojně přednášel o ohrožení řeky Gangy a ztrátě himálajských ledovců v důsledku globálního oteplování.

## Životopis
Svámí Sundarananda byl studentem jógy mistra Svámí Tapovana Maharaje (1889–1957), který napsal na konci 19. a počátku 20. století o životě s jógou v Himálaji knížku Putování v Himálajích (Wanderings in the Himalayas, Himagiri Vihar). Sundaranand žil se Svámím Tapovanem v tehdy nepřístupné oblasti Gangotri, u pramene Gangy, který je považován za jedno z nejposvátnějších míst Indie.
Od roku 1948 žil u Gangy v Gangotri ve výšce 10 400 stop ve skromné chatě (kuti), kterou mu jeho mistr Svámí Tapovan Maharaj po své smrti v roce 1957 později odkázal. Tam Svámí Sundaranand žil o samotě a v nejtěžších zimách bez komfortu a pohodlí. Byl blízkým svědkem postupného zmenšování ledovce Gangotri, ze kterého pramení řeka Ganga, a fotograficky zaznamenal svoji oddanost přírodním krásám indických Himálají. Muzeum věnované ochraně životního prostředí a duchovnímu vedení, které obsahuje himálajské fotografie Svámího Sundarananda, je nyní ve fázi plánování. Bude se nacházet v Gangotri na pozemku Sundarananda.
Jako asketa složil před více než 59 lety slib brahmacharya sadhu a každý den zasvětil důsledným meditacím a dalším duchovním praktikám. Až do svých posledních dní byl hlavním obhájcem ekologické ochrany Himálaje, Gangy a jejího zdroje ledovce Gangotri.
Za padesát let pořídil více než 100 000 fotografií zmenšujícího se ledovce Gangotri v indickém Himálaji. Cestoval po Indii a zvyšoval povědomí o rychlém úpadku Gangotri.
Díky své fotografii přezdívaný „Sádhu, který kliká“, byl také známým horolezcem, protože překonal 25 himálajských vrcholů a dvakrát lezl se sirem Edmundem Hillarym a Tenzingem Norgayem. Sir Edmund Hillary se v 80. letech ve své chatrči Gangotri vzdal úcty Svámí Sundaranandovi. Z ledovce Gangotri říká Svámí Sundaranand:
V roce 1949, když jsem poprvé uviděl ledovec, jsem měl pocit, jako by všechny mé hříchy byly smyty, a skutečně jsem dosáhl znovuzrození.

Svámí Sundaranand je autorem knihy Himalaya: Through the Lens of a Sadhu s více než 425 fotografiemi za šedesát let své práce. Kniha obsahuje také schvalovací dopis bývalého indického předsedy vlády Atala Biháría Vádžpejího. Snažil se zachytit v přírodě Věčnost a zdokumentovat region, jaký byl kdysi, se zvláštním důrazem na zasazení semen naděje a inspirace k řešení environmentálních záležitostí oblasti. Nedaleko Gangotri byla postavena vyhlídka a pamětní deska věnovaná Svámího práci a úsilí.
Svámí Sundaranand je námětem celovečerního dokumentu natočeného v jeho domě v Gangotri s názvem Personal Time with Swamiji (Osobní čas se Svámím). Film produkovalo Centrum léčivých umění a režíroval ho Victor Demko.

## Názory na globální oteplování
V posledních šesti desetiletích využil Svámí Sundaranand své společné zájmy ke zvýšení povědomí o Gangě. „Když jsem poprvé přišel do tohoto regionu, byla to jedna z nejkrásnějších částí Himálají,“ říká. „Je těžké si představit čistotu Gangy a hojnost himálajské vegetace a fauny, která tehdy převládala. Nevíme, co jsme krutě zničili.“
Svámí Sundaranand žije v Gangotri od roku 1948, kdy se stal renunciátem, a přijel tam z Ándhrapradéš. Podle jeho slov: „Od té doby se toho hodně změnilo. I když je zde studený vzduch, slunce je drsné. Každým rokem se otepluje. Lidé říkají, že jde o globální oteplování. Říkám, že se jedná o globální varování.“
Znečištění Gangy v rovinách bylo často opakovaným tvrzením, ale podle Sundarananda je vážnější hrozbou znečištění u zdroje. Přisuzoval to nekontrolované výstavbě hotelů a ášramů v Gangotri a vypouštění odpadu z těchto míst, jako jsou fekálie a odpadky, do Gangy. Podle něj „zde nezůstali žádní milovníci prostředí, pouze milovníci peněz“. Zatímco se chrámové město během drsných zimních měsíců každý rok zavírá, vrcholí nekontrolovaná výstavba a kácení stromů. Podle sádhua bylo „na cestě Gaumukh mnoho stromů Bhojbasa vykáceno. Dříve jsem na svých výpravách k ledovci Gaumukh mohl spatřit vzácná zvířata, jako je sněžný leopard a pižmový jelen. Nyní jsou vidět jen zřídka“.
Sádhu byl také vášnivým horolezcem – během svých výprav na ledovec za posledních 10–15 let viděl ledovec ustupovat rychleji než kdykoli předtím. Podle něj byl Gaumukh sotva 1 km od Bhojbasy, ale dnes je od něho 4 km daleko a každý rok ledovec ustoupil nejméně o 10 metrů. Vyjádřil názor, že znečištění Gangy u jejího zdroje a tání himálajských ledovců jsou skutečnými problémy, kterými se ekologové musí naléhavě zabývat, místo aby se stavěli proti stavbě přehrad.

## Osobní život
Svámí Sundaranand měl silné spojení s Himálajem, které má jen málo dalších. Vystoupil na desítky jeho vrcholů, několik z nich přes 21 000 stop nad mořem, a přednášel na himálajském institutu Tensing (slavná horolezecká škola). Byl také zručným přírodovědcem, který znal stovky himálajských rostlin a znal tradici a léčivé použití těchto druhů.
Během dne se věnoval tři hodiny meditace a někdy meditoval i v noci až do časných ranních hodin. Nejdůležitější částí jeho života byla meditace, džapa a pránájáma. V mládí byl dokonalým hatha jogínem, ovládal 300 pozic a denně je praktikoval. Byl velmi oddaný ekosystému, ve kterém žil čtyřicet let, a věřil, že „Bůh nebývá v chrámech nebo mešitách, ale je rozptýlen všude na nádvoří přírody.“

## Filmografie
- Personal Time with Swami-ji (157 minut, film, 2008, The Center for Healing Arts[15])